# Belgisk franska

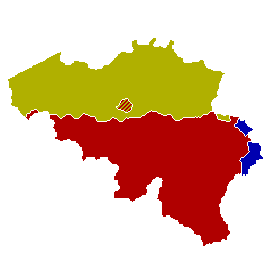
Karta över Belgiens språk: Rött: Franskspråkig; Gult: Nederländskspråkig; Blått: Tyskspråkig

Belgisk franska är den franska som talas i Belgien, vid sidan av besläktade regionala minoritetsspråk som vallonska med flera.
Franskan som talas i Belgien är nästan identisk med franskan i Frankrike men det finns några skillnader i ordförrådet av främst följande orsaker:
- influenserna av vallonskan och flamländskan, samt från tyskan och nederländskan som också är officiella språk i Belgien.
- ren regionalism: faktumet att Belgien har varit politiskt separerat från Frankrike i flera århundraden (förutom en kort period under Napoleon I:s styre), minskade chanserna för att franskan på båda sidor om gränsen skulle bli enhetlig; vilket visar sig speciellt inom områden som matlagning och offentlig administration.

En annan märkbar skillnad mellan belgisk franska och den franska som talas i Frankrike är användningen av räkneorden septante för sjuttio i stället för soixante-dix (som bokstavligt betyder sextio-tio); och nonante för nittio i stället för quatre-vingt-dix (som bokstavligt betyder fyra-tjugo-tio).